# 洪伯潜
洪伯潜（1931年12月30日—），福建厦门人，出生于鼓浪屿，矿井建设特殊凿井工程专家，中国煤矿深大竖井钻井法凿井技术的开拓者之一，中国工程院院士，中国煤炭科工集团首席科学家。

## 履历
1952年，于厦门二中毕业。1952年，怀揣着当建筑师的梦想考入厦门大学土木系。1953年，在国家院系调整中，由于厦门大学土木系并入浙江大学，进入浙江大学读书。1956年， 于浙江大学土木工程学系工业与民用建筑专业毕业毕业，分配到煤炭科学研究总院北京建井研究所工作。1997年，当选中国工程院院士。